# Canoa/kayak ai Giochi della XVI Olimpiade - K2 10000 metri maschile
La competizione del K2 10000 metri di Canoa/kayak ai Giochi della XVI Olimpiade si è disputata il giorno 30 novembre 1956 al bacino del lago Wendouree a Ballarat.

## Risultati

### Finale
| Pos.    | Nazione          | Atleti                               | Tempo   |
| ------- | ---------------- | ------------------------------------ | ------- |
| Oro     | Ungheria         | János Urányi László Fábián           | 43'37"0 |
| Argento | Germania         | Fritz Briel Theo Kleine              | 43'40"6 |
| Bronzo  | Australia        | Dennis Green Walter Brown            | 43'43"2 |
| 4       | Svezia           | Hans Wetterström Carl-Gunnar Sundin  | 44'06"7 |
| 5       | Unione Sovietica | Yevhen Yatsynenko Sergey Klimov      | 45'49"3 |
| 6       | Cecoslovacchia   | Miroslav Jemelka Rudolf Klabouch     | 46'13"1 |
| 7       | Finlandia        | Yrjö Hietanen Simo Kuismanen         | 46'40"4 |
| 8       | Gran Bretagna    | Brian Bullivant Raymond Blick        | 47'03"7 |
| 9       | Francia          | Maurice Graffen Michel Meyer         | 47'12"8 |
| 10      | Polonia          | Jerzy Górski Stefan Kapłaniak        | 47'21"5 |
| 11      | Austria          | Alfred Schmidtberger Hermann Salzner | 49'03"7 |
| 12      | Stati Uniti      | Edward Houston Ken Wilson            | 51'25"8 |